# In situ RT-PCR
In situ RT-PCR (Reverse Transcription) – zmodyfikowana wersja reakcji PCR, w której mRNA zostaje przepisane na cDNA za pomocą enzymu odwrotnej transkryptazy, następnie cDNA jest powielane przy użyciu starterów i z udziałem polimerazy.  Reakcja in situ PCR jest techniką pozwalającą na przeprowadzenie reakcji w tkance bez naruszania jej struktury np. na preparacie mikroskopowym.
In situ hybrydyzacja pozwala na wykrycie kwasów nukleinowych utrwalonych na preparatach. Główną zaletą tej techniki jest to, że kwas nukleinowy pozostaje unieruchomiony na preparacie, więc możliwe jest zaobserwowanie go w środowisku komórki lub tkanki. W połączeniu z  metodami immunocytochemicznymi  in situ PCR daje informacje o aktywności badanych genów na poziomie  mRNA, oraz  dystrybucji transkryptów w komórce i tkance.
Ideą reakcji in situ RT PCR jest uwidocznienie miejsca transkrypcji danego genu. Przygotowanie do samej reakcji opiera się na kolejnych trawieniach pewnych składników przygotowanej tkanki. Nadtrawieniu muszą ulec wszystkie białka znajdujące się w komórce. Strawiona musi być też ściana komórkowa, a przede wszystkim strawieniu musi ulec DNA.

## Zastosowanie In situ RT-PCR w tkankach roślinnych
Pierwsze informacje na temat zastosowania metody in situ RT-PCR do wykrywania specyficznego transkryptu w tkankach roślinnych pojawiły się w 1995. Metodę in situ RT-PCR zastosowano do ustalenia miejsca akumulacji mRNA genu HIS 3i2 (dla histonu H1) w pojedynczej komórce korzenia groszku. Metodę in situ RT-PCR można zastosować do lokalizacji mRNA badanego genu w komórkach pozyskiwanych z tkanek jak i z zawiesin komórkowych bądź zawiesin protoplastów.
W 1997 pojawiło się doniesienie o zastosowaniu metody in situ RT-PCR do lokalizacji mRNA genów organellowych. Zlokalizowano mRNA genu dużej podjednostki karboksylazy rybulozo-1,5-bisfosforanowej (RBCL) występującego w plastydowym DNA. Transkrypt tego genu został zidentyfikowany w obrębie plastydów.
Metoda in situ RT-PCR znalazła również zastosowanie do badania transportu mRNA genu CmNACP dyni olbrzymiej (Cucurbita maxima). Potwierdzono transport mRNA do merystemu wierzchołkowego pędu (gdzie gen CmNACP ulega ekspresji) poprzez łyko, z innych organów wegetatywnych.
Metoda in situ RT-PCR znalazła również zastosowanie w badaniu miejsc ekspresji genów kodujących inwertazy ścian komórkowych ryżu.